# 鲁中南行政区
鲁中南行政区、鲁中南行署区、鲁中南区是中共政权于1948年在山东省设立一个的行政区。中华人民共和国建立初期，是为山东省下辖的三个行政区之一，后撤销。
1948年夏，华东野战军已攻占山东省除济南之外的大部地区。中共政权出于支援日后战争需求的考虑（即支援济南战役、淮海战役），对鲁南地区的地方行政机构进行调整。7月17日，中共中央华东局合并鲁中、鲁南区党委，成立鲁中南区党委；鲁中、鲁南军区合并为鲁中南军区。7月20日，山东省政府决定鲁中行署、鲁南行署合并为鲁中南行政公署，鲁中南行政区由此建立。同时，滨海专署、冀鲁豫边区第一专署划归鲁中南行政公署领导。1949年7月25日，鲁中南行政区的第一、二、四、五、六、七专区更名为泰山专区、沂蒙专区、尼山专区、台枣专区、滨海专区、泰西专区。除以上六个专区外，1949年时，另辖新海连专区，以及一个直属市——济宁市。共计48个县，1个普通市。
1950年，山东省人民政府依照政务院的《省人民政府组织通则》、编制方案及山东省各界人民代表会议第一次全体会议的决议，由华东军政委员会呈政务院批准，做出《关于撤销行政公署合并专员区及调整若干市、县行政区划的决定》。当年6月1日，正式撤销鲁中南行政公署。各专区由山东省直辖。